# خوارزمية البحث بأولوية الأفضل
خوارزمية البحث بأولوية الأفضل، (بالإنجليزية: A* search algorithm)‏ هي تبسيط عن خوارزمية *A التي قدمها بيتر هارت في العام 1968. تستخدم هذه الخوارزمية الأدوات التالية:
1. قائمة (OPEN) للعقد التي ولدت وطبقت دالة الكشف (Heuristic Function) عليها ولكن لم تفحص بعد أي لم يتم توليد عقد تابعة منها. هذه القائمة هي من نوع صف تفضيل للأولوية (Priority Queue) حيث العقد ذات القيم الأعلى في دالة الكشف لها أولوية أكبر.
2. قائمة (CLOSED) للعقد التي فحصت وتم توليد العقد التابعة منها. هذه القائمة تبقى في الذاكرة لفحصها عند توليد عقد جديدة لمعرفة إن كانت مولدة سابقاً وتم المرور بها.
3. دالة الكشف (Heuristic Function) التي تخمن أحقية كل عقدة يتم توليدها. هذه الدالة تمكن الخوارزمية من البحث في الطرق الواعدة في الوصول للهدف أولاً.
4. الدالة g التي تقيس التكلفة للوصول من العقدة الابتدائية إلى العقدة الحالية. هذه الدالة تعطي قيم حقيقية وليست تقدير.
5. الدالة 'h التي تخمن التكلفة الإضافية للوصول من العقدة الحالية إلى العقدة الهدف. هي إذن قياس لتكلفة الوصول للحل أي العقد الأفضل تأخذ قيماً دنيا والعقد الأسوء تأخذ قيماً عليا، وليست قياس لجودة العقد أي العقد الأفضل تأخذ قيماً أعلى.
6. الدالة 'f التي تعرف كحاصل جمع للدالتين السابقتين أي ('g + h) و قيمتها إذن تمثل تخمين للوصول من الحالة الابتدائية إلى الحالة الهدف عن طريق العقدة الحالية.

## الخوارزمية
1. نبدأ بالقائمة OPEN تحتوي فقط على عقدة للحالة الابتدائية قيمتها للدالة g صفر، إذن قيمة الدالة 'f هي 0 +'h أو فقط 'h , و القائمة CLOSED تكون خالية من العقد.
2. إلى أن نجد العقدة للحالة الهدف نكرر الإجراء التالي:

- نختار العقدة في القائمة OPEN ذات القيمة الأدنى للدالة 'f و نسميها العقدة الأفضل (BESTNODE) ثم ننقلها من القائمة OPEN إلى القائمة CLOSED.
- نفحص إن كانت BESTNODE هي العقدة الهدف، فإن كانت وجدنا الحل وإلا نولد العقدة التابعة (SUCCESSOR) لها.
- لكل عقدة تابعة نقوم بالآتي:

1. نجعل SUCCESSOR تشير رجعياً إلى BESTNODE , و هذه الإشارة ستساعد في استرجاع الطريق إن وجدنا العقدة الهدف.
2. نحسب g(SUCCESSOR) = g(BESTNODE) + the cost from BESTNODE to SUCCESSOR أي التكلفة للوصول لSUCCESSOR هو مقدار التكلفة BESTNODE إضافة للتكلفة من BESTNODE إلى SUCCESSOR .
3. إن كانت SUCCESSOR موجودة في القائمة OPEN , أي مولدة ولكن لم يتم توليد عقد منها، نسمي العقدة الموجودة في القائمة ب OLD و نقارن بين OLD و طريق الوصول إليها وبين SUCCESSOR و طريق الوصول إليها من BESTNODE ,أي نقارن قيمة g لكل منهما فإن كانت (g(OLD أقل لا نفعل شيئاً وإن كانت (g(SUCCESSOR أقل نجعل الرابط الرجعي ل OLD يشير إلى BESTNODE و نجعل القيمة الأدنى محفوظة في (g(OLD و نعدل قيمة (f'(OLD .
4. إن لم تكن SUCCESSOR في القائمة OPEN نرى أن كانت موجودة في CLOSED , أي تم فحصها سابقاً وإن كانت موجودة نسميها OLD و نكرر عملية المقارنة بين SUCCESSOR و OLD . هنا علينا أن ننقل التعديلات إلى توابع OLD و هذا معقد لأن OLD تشير إلى توابعها والتوابع بدورهم يشيرو إلى توابعهم إلى أن ينتهي كل فرع عند عقدة في القائمة OPEN لديها قيمة g مكافئة أو أقل أو أن لا يكون لديها توابع إي نستخدم خوارزمية المسح بأولوية العمق عند العقدة OLD و نغير قيمة g و 'f لكل عقدة نمر بها. بهذه الطريقة كل رابط رجعي لعقدة يشير إلى أفضل عقدة سابقة، ومن انتشار قيمة g باتجاه الأسفل أصبح من الممكن أن يصبح الطريق الذي نتبعه أفضل من الطريق من خلال العقدة السابقة الحالية فإن كانت الحالة هكذا نغير العقدة السابقة ونكمل المسح.